# Palo Verde (métro de Caracas)
Pour les articles homonymes, voir Palo Verde.
Palo Verde est une station de la ligne 1 du métro de Caracas (Venezuela), inaugurée le 10 novembre 1989, lors du troisième et dernier prolongement de la ligne à l'est et l'ouverture du tronçon Los Dos Caminos - Palo Verde. Elle est le terminus est de la ligne.